# وزارة السياحة والصناعات التقليدية (تونس)
وزارة السياحة والصناعات التقليدية هي وزارة تونسية مسؤولة عن السياحة في تونس وكذلك الصناعات التقليدية.

## المهام
طبقا لأحكام الأمر عدد 2122 لسنة 2005 المؤرخ في 27 جويلية 2005 المتعلق بضبط مشمولات وزارة السياحة، والذي تمّ تنقيحه بالأمر عدد 2864 لسنة 2008 المؤرخ في 11 أوت 2008 تضطلع وزارة السياحة بمهمة عامة تتمثل في تنفيذ سياسة الدولة في ميادين السياحة والترفيه السياحي ولهذا الغرض فهي مكلفة:
- بالقيام بكل الدراسات والبحوث الخاصة بالسياحة والترفيه السياحي.
- باقتراح مشاريع النصوص التشريعية والترتيبية في المجالات التي تدخل في مجال نشاطها والسهر على تنفيذها.
- بضبط البرامج والمشاريع التي يتعين انجازها في نطاق المخطط وكذلك التدابير المؤيدة لها وعرضها على موافقة الحكومة.
- بتنفيذ القرارات التي تتخذها الحكومة والمتعلقة بميادين السياحة والترفيه السياحي سواء بصفة مباشرة أو عن طريق الهياكل والمؤسسات والمنشئات العمومية الخاضعة لإشراف الوزارة.

## قائمة الوزراء
| الوزير | الوزير             | الحزب | الحزب                                               | الحكومة                                                             | تواريخ العهدة  | تواريخ العهدة  |
| ------ | ------------------ | ----- | --------------------------------------------------- | ------------------------------------------------------------------- | -------------- | -------------- |
|        | محمد المصمودي      |       | الحزب الحر الدستوري الجديد                          | حكومة الحبيب بورقيبة الثانية                                        | 31 ديسمبر 1960 | 7 أكتوبر 1961  |
|        | المنذر بن عمار     |       | الحزب الاشتراكي الدستوري                            | حكومة الحبيب بورقيبة الثانية حكومة الباهي الأدغم حكومة الهادي نويرة | 8 سبتمبر 1969  | 6 نوفمبر 1970  |
|        | عز الدين الشلبي    |       | الحزب الاشتراكي الدستوري                            | حكومة محمد مزالي                                                    | 18 يونيو 1983  | 19 يوليو 1986  |
|        | عبد الرزاق الكافي  |       | الحزب الاشتراكي الدستوري التجمع الدستوري الديمقراطي | حكومة الهادي البكوش                                                 | 7 نوفمبر 1987  | 27 يوليو 1988  |
|        | محمد جغام          |       | التجمع الدستوري الديمقراطي                          | حكومة الهادي البكوش حكومة حامد القروي                               | 27 يوليو 1988  | 25 يناير 1995  |
|        | صلاح الدين معاوي   |       | التجمع الدستوري الديمقراطي                          | حكومة حامد القروي حكومة محمد الغنوشي الأولى                         | 25 يناير 1995  | 24 يناير 2001  |
|        | المنذر الزنايدي    |       | التجمع الدستوري الديمقراطي                          | حكومة محمد الغنوشي الأولى                                           | 24 يناير 2001  | 22 مارس 2004   |
|        | عبد الرحيم الزواري |       | التجمع الدستوري الديمقراطي                          | حكومة محمد الغنوشي الأولى                                           | 22 مارس 2004   | 10 نوفمبر 2004 |
|        | التيجاني الحداد    |       | التجمع الدستوري الديمقراطي                          | حكومة محمد الغنوشي الأولى                                           | 10 نوفمبر 2004 | 4 سبتمبر 2007  |
|        | خليل العجيمي       |       | التجمع الدستوري الديمقراطي                          | حكومة محمد الغنوشي الأولى                                           | 4 سبتمبر 2007  | 14 يناير 2010  |
|        | سليم تلاتلي        |       | التجمع الدستوري الديمقراطي                          | حكومة محمد الغنوشي الأولى                                           | 14 يناير 2010  | 17 يناير 2011  |
|        | محمد جغام          |       | التجمع الدستوري الديمقراطي                          | حكومة محمد الغنوشي الثانية                                          | 17 يناير 2011  | 27 يناير 2011  |
|        | مهدي حواص          |       | مستقل                                               | حكومة محمد الغنوشي الثانية حكومة الباجي قايد السبسي                 | 27 يناير 2011  | 24 ديسمبر 2011 |
|        | إلياس الفخفاخ      |       | التكتل الديمقراطي من أجل العمل والحريات             | حكومة حمادي الجبالي                                                 | 24 ديسمبر 2011 | 13 مارس 2013   |
|        | جمال قمرة          |       | مستقل                                               | حكومة علي العريض                                                    | 13 مارس 2013   | 29 جانفي 2014  |
|        | أمال كربول         |       | مستقلة                                              | حكومة مهدي جمعة                                                     | 29 يناير 2014  | 6 فبراير 2015  |
|        | سلمى اللومي الرقيق |       | نداء تونس                                           | حكومة الحبيب الصيد حكومة يوسف الشاهد                                | 6 فبراير 2015  | 14 نوفمبر 2018 |
|        | روني الطرابلسي     |       | مستقل                                               | حكومة يوسف الشاهد                                                   | 14 نوفمبر 2018 | 27 فبراير 2020 |
|        | محمد علي التومي    |       | البديل التونسي                                      | حكومة إلياس الفخفاخ                                                 | 27 فبراير 2020 | 1 اغسطس 2020   |
|        | الحبيب عمار        |       | مستقل                                               | حكومة هشام المشيشي                                                  | 1 اغسطس 2020   | 11 اكتوبر 2021 |
|        | محمد المعز بلحسين  |       | مستقل                                               | حكومة نجلاء بودن ، حكومة أحمد الحشاني                               | 11 اكتوبر 2021 | (الآن)         |

## مؤسسات تحت الإشراف
تشرف وزارة السياحة على العديد من المؤسسات:
- المؤسسات العمومية ذات صبغة غير إدارية:
  - الديوان الوطني التونسي للسياحة.
- المنشآت العمومية:
  - الوكالة العقارية السياحية.
  - شركة الترفيه السياحي.
  - شركة تنمية الصولجان «بروموقولف» الحمامات.
  - شركة تنمية الصولجان «بروموقولف» المنستير.
  - شركة قولف قرطاج.
- المؤسسات العمومية ذات صبغة إدارية:
  - المعهد العالي للدراسات السياحية بسيدي الظريف.

## روابط خارجية
- موقع وزارة السياحة التونسية